# Hirebennur, Chitradurga
Hirebennur là một làng thuộc tehsil Chitradurga, huyện Chitradurga, bang Karnataka, Ấn Độ.